# نهائي كأس إسكتلندا 2010
نهائي كأس اسكتلندا 2010 هي المباراة النهائية من منافسة كأس اسكتلندا 2009–10، أقيمت المباراة في 15 مايو 2010، في هامبدن بارك، بين فريقي دندي يونايتد، ونادي روس كاونتي، وفاز فيها دندي يونايتد، بعد أن هزم نادي روس كاونتي، بنتيجة 3 - 0، وكان حكم المباراة دوغي مكدونالد، وحضر المباراة 47122 شخصاً.

## تفاصيل المباراة
لعبت المباراة النهائية في 15 مايو 2010.
| دندي يونايتد | 3 -0 | نادي روس كاونتي |
| ------------ | ---- | --------------- |
|              |      |                 |